# 매체 접근 제어
매체 접근 제어(Media Access Control, MAC)는 자료 전송 프로토콜의 하부 계층이며 일곱 계층의 OSI 모델에 규정된 데이터 링크 계층의 일부이다. 매체 접근 제어는 유선(전기 또는 광학) 또는 무선 전송 매체와의 상호 작용을 담당하는 하드웨어를 제어하는 계층이다. MAC 하위 계층과 LLC(논리 링크 제어) 하위 계층이 함께 데이터 링크 계층을 구성한다. LLC는 논리 링크(예: EtherType, 802.1Q VLAN 태그 등)에 대한 흐름 제어 및 다중화를 제공하는 반면, MAC은 전송 매체에 대한 흐름 제어 및 다중화를 제공한다.
이 두 하위 계층은 함께 OSI 모델의 계층 2에 해당한다. 호환성상의 이유로 LLC는 IEEE 802.3 구현에서는 선택 사항이지만(프레임은 "원시"임) 다른 IEEE 802 물리 계층 표준 구현에서는 필수이다. OSI 모델 및 IEEE 802 표준의 계층 내에서 MAC 하위 계층은 물리적 링크 제어의 복잡성이 네트워크 스택의 LLC 및 상위 계층에 보이지 않도록 물리적 계층의 제어 추상화를 제공한다. 따라서 임의의 LLC 하위 계층(및 상위 계층)은 임의의 MAC와 함께 사용될 수 있다. 그러면 매체 접근 제어 블록은 매체 독립적인 인터페이스를 통해 공식적으로 PHY에 연결된다. 오늘날 MAC 블록은 일반적으로 동일한 장치 패키지 내의 PHY와 통합되지만 역사적으로 모든 MAC는 전송 매체와 관계없이 모든 PHY와 함께 사용될 수 있다.
네트워크의 다른 장치로 데이터를 전송할 때 MAC 하위 계층은 상위 레벨 프레임을 전송 매체에 적합한 프레임으로 캡슐화하고(즉, MAC는 싱크워드 프리앰블을 추가하고 필요한 경우 패딩도 추가함) 전송 오류를 식별하기 위해 프레임 검사 시퀀스를 추가한다. 그런 다음 적절한 채널 접근 방법이 허용하는 즉시 데이터를 물리 계층으로 전달한다. 충돌 도메인(버스, 링, 메시, 점대다점 토폴로지)이 있는 토폴로지의 경우 충돌을 피하기 위해 데이터가 전송되는 시기와 대기 시기를 제어하는 것이 필요하다. 또한 MAC는 잼(Jam) 신호가 감지되면 재전송을 시작하여 충돌을 보상하는 역할도 담당한다. MAC 블록은 물리 계층에서 데이터를 수신할 때 보낸 사람의 프레임 검사 시퀀스를 확인하여 데이터 무결성을 보장하고 데이터를 상위 계층으로 전달하기 전에 보낸 사람의 프리앰블과 패딩을 제거한다.

## 예
유선 멀티드롭 네트워크를 위한 패킷 모드 다중 접근 프로토콜의 예는 다음과 같다.
- CSMA/CD (이더넷, IEEE 802.3에서 쓰임)
- 토큰 버스 (IEEE 802.4)
- 토큰 링 (IEEE 802.5)
- 토큰 패싱 (FDDI에서 쓰임)

패킷 라디오 무선 네트워크에 쓰이는 다중 접속 프로토콜의 예는 다음과 같다:
- CSMA/CA (IEEE 802.11/WiFi WLAN에서 쓰임)
- 슬롯형 ALOHA
- 다이나믹 TDMA
- R-ALOHA
- CDMA
- OFDMA

## 같이 보기
- MAC 주소